# Digital Medievalist

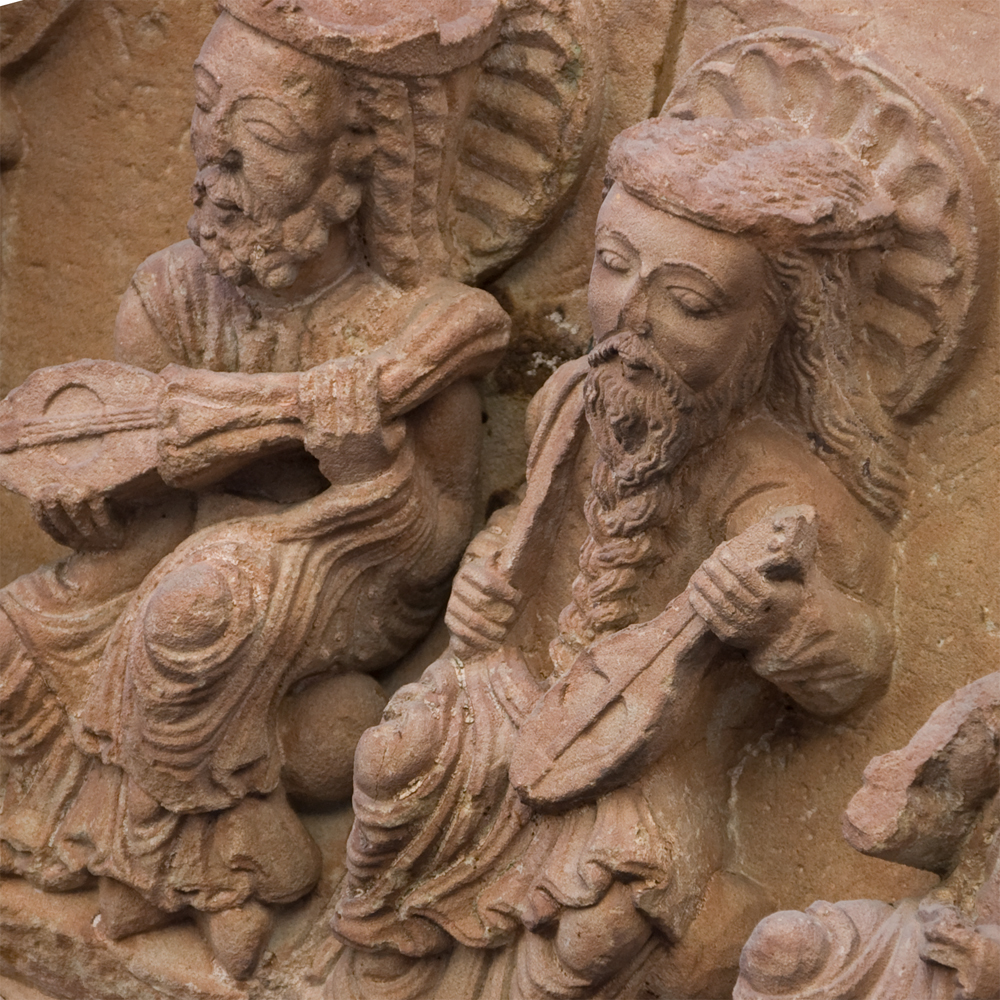
Dettaglio di un arco appartenente al portale ovest della Chiesa di Santo Domingo (XII secolo), Soria, Spagna.

Digital Medievalist è un progetto e una comunità accademica volta a coloro che nutrono un interesse per la ricerca ed i metodi computazionali applicati agli studi medievali. Tali indagini rientrano nel campo di studi della storia digitale e, più in generale, dell'informatica umanistica.

## Storia
La nascita di Digital Medievalist risale al 2003. Un progetto di collaborazione internazionale non-profit con sede all'Università di Lethbridge in Canada, Digital Medievalist è coordinato da un comitato esecutivo di provenienza mista. Nonostante l'Università di Lethbridge sia la principale sede amministrativa, il progetto ora si avvale di un'infrastruttura sostenuta da altri enti, fra i quali l'Università del Kentucky. Il progetto emerge da una necessità collettiva di best practices a livello disciplinare per la creazione di risorse medievistiche digitali. Sebbene le esperienze ed il sapere dei cosiddetti medievisti digitali siano applicabili ad altri ambiti dell'informatica umanistica, ed in particolar modo ai progetti di natura accademica, la nascita di Digital Medievalist coincise con il desiderio di stabilire comunità disciplinari. La positiva reazione a Digital Medievalist risultò nella successiva creazione di Digital Classicist.

## Gestione

### Comitato esecutivo
Digital Medievalist quale organizzazione è gestita da un direttivo di volontari internazionali eletti dalla comunità. Lo statuto stipula che gli otto membri del comitato vengano eletti dagli iscritti per un periodo di due anni (a sovrapposizione, per cui ogni anno vengono eletti quattro nuovi membri) e che il comitato selezioni uno dei propri membri per la direzione di Digital Medievalist. Possono candidarsi alle elezioni coloro che abbiano contribuito o partecipato in maniera significativa allo sviluppo delle attività di Digital Medievalist, o abbiano preso parte ad altre attività  riconosciute di altrettanto beneficio per la comunità da parte del comitato. Lo statuto stipula inoltre gli obiettivi e gli impegni di Digital Medievalist quale organizzazione non-profit.

### Iscrizione
L'iscrizione a Digital Medievalist è gratuita ed aperta a tutti. L'unica condizione di socio è la registrazione, anch'essa gratuita, alla mailing list 'dm-l'. L'appartenenza garantisce il diritto di voto nelle elezioni di Digital Medievalist.

## Attività di Digital Medievalist
Digital Medievalist considera come propria missione la provvisione di una struttura che faciliti lo scambio d'informazioni fra i suoi membri. Queste attività includono una mailing list, l'organizzazione di conferenze ed eventi ed un sito internet che promuove la rivista Digital Medievalist nonché notizie di rilievo.

### Mailing List
Digital Medievalist gestisce una mailing list e forum di discussione tramite la quale i membri della comunità posso chiedere consigli, condividere problemi, e discutere di difficoltà affrontate. Dal 2016 la mailing list ospita più di 1000 membri, molti dei quali provengono da discipline inerenti all'informatica umanistica. La frequenza dei messaggi è bassa e la mailing list è prevalentemente usata per annunci e notizie pertinenti.

### Rivista
Digital Medievalist gestisce una rivista peer-review e open access gratuita. Questa pubblica contributi inerenti studi medievali digitali e rappresenta la principale attività e sforzo congiunto volontario di Digital Medievalist. La rivista è inserita nella Directory di Riviste Open Access come appartenente alle discipline di Informatica e Storia. Il numero ISSN di Digital Medievalist è 17150736 e l'Università di Lethbridge ne è l'editore. La rivista accetta contributi di natura digitale e medievistica fra le 1000-10000 parole. Ad autori interessati a pubblicare con il Digital Medievalist Journal è richiesto inoltrare i loro articoli a editors_at_digitalmedievalist.org. Dal 2005 la rivista pubblica un unico volume all'anno. La rivista ha sperimentato con diversi formats; volume 3, per esempio, è un volume in evoluzione graduale, mentre volume 4 raccolse contributi risultanti dal lavoro eseguito dall'affine Digital Classicist in memoria di Ross Scaife, noto accademico di informatica umanistica. Inoltre, la rivista vanta un approccio innovativo al problematico riconoscimento accademico di articoli pubblicati online tramite l'utilizzo dell'Ostentatious Peer Review. Ciò comporta l'esplicita pubblicazione dei nomi dell'editore e del reviewer di ogni articolo come incentivo a pubblicare articoli di alta qualità. Questo sistema attira accademici di studi medievali e/o d'informatica umanistica di alto rilievo dando perciò maggior riconoscimento alla rivista nelle procedure di assunzione accademica. Tale nozione non si basa su prove concrete ma questo metodo garantisce senz'altro uno standard editoriale superiore.

### Conferenze ed eventi
Digital Medievalist organizza sessioni dedicate allo studio di metodologie digitali in campo medievistico alle più prestigiose conferenze di studi medievali, quali l'International Congress on Medieval Studies organizzata dalla Western Michigan University e l'International Medieval Congress organizzata dall'Università di Leeds.